# Rita Dove
Rita Frances Dove (Akron, 28 de agosto de 1952) é uma poeta e ensaísta norte-americana. De 1993 a 1995, foi poetisa laureada dos Estados Unidos. Em 1987, venceu o Prêmio Pulitzer de Poesia e consagrou-se como a segunda afro-americana a receber o prêmio.